# 2015年以巴衝突

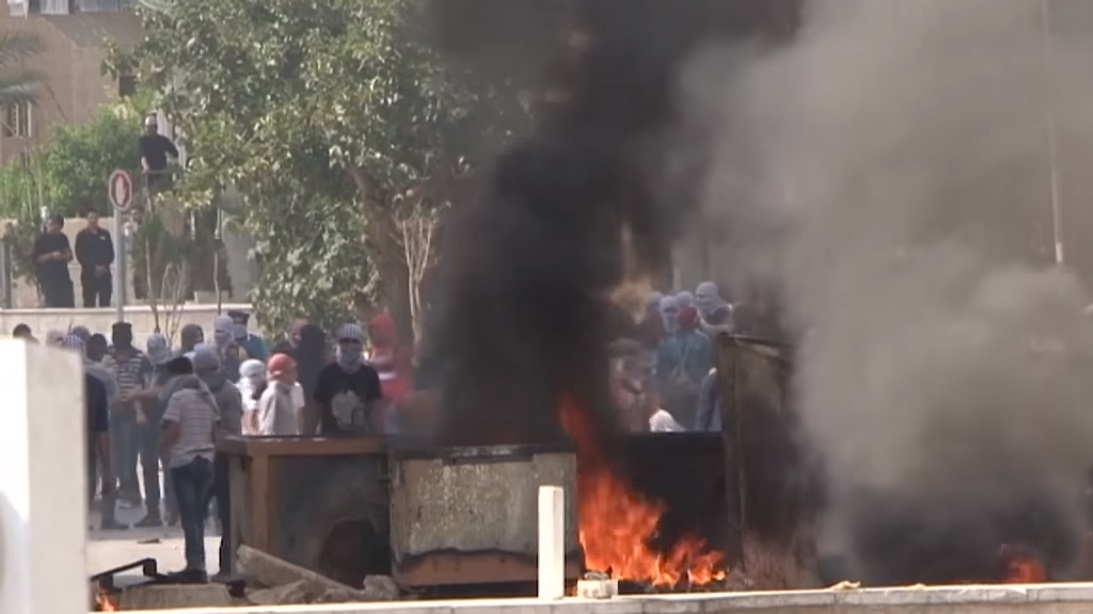
10月10日照片

2015年以巴衝突，是指發生於2015年的一系列以色列與巴勒斯坦間的衝突事件，其事態自10月起轉趨激烈。以巴衝突已持續數十年，雙方最近一次的嚴重衝突是在2014年。
自十月起算，已有9名以色列人被巴勒斯坦人殺害；同一時期，則有約50名巴勒斯坦人被以色列警察殺死，其中25名是施暴者。

## 經過
本次衝突的導火線，是9月底在阿克萨清真寺，巴勒斯坦人與以色列警察的衝突。
10月1日，一對以色列夫妻駕車旅遊途中，在子女面前被巴勒斯坦槍手射殺，至此雙方一系列的暴力衝突開始。
10月24日，美国国务卿约翰·克里與巴勒斯坦民族权力机构主席马哈茂德·阿巴斯會面，希望能從中調停，以平息衝突。而新提出的協議辦法為，在圣殿山裝設24小時的CCTV，用意是可以讓人們快速發現違規者。